# E.P. 2015 (мініальбом)
E.P. 2015 — перший мініальбом українського гурту FRANCO, виданий у 2015 році. Всі треки записані на одній із київських студій в період з грудня 2014 року по березень 2015 року. Вперше 2 пісні прозвучали на початку квітня в Ранковому Шоу на радіо Аристократи.

## Композиції
Автор музики і слів — Валентин Федишен. 
| #     | Назва      | Тривалість |
| ----- | ---------- | ---------- |
| 1.    | «Шнапс»    | 2:47       |
| 2.    | «Печатка»  | 4:11       |
| 3.    | «Озеро»    | 3:51       |
| 4.    | «До-мінор» | 2:47       |
| 5.    | «Стоп»     | 3:48       |
| 16:04 |            |            |